# Литюк, Николай Петрович
Литюк Николай Петрович (родился 27 сентября 1959 г., с. Куйбышево, Куйбышевский район, Ростовская область, РСФСР) — российский военачальник, генерал-полковник внутренней службы (21.02.2015). «Заслуженный спасатель Российской Федерации» (2016).

## Биография
В Вооружённых силах СССР с 1977 года. В 1981 году окончил Ташкентское высшее общевойсковое командное училище им. В. И. Ленина.
С 1981 года проходил службу в должности командира мотострелкового взвода 1217-го мотострелкового полка 67-й мотострелковой дивизии 35-й общевойсковой армии Дальневосточного военного округа. В сентябре 1983 года прибыл в состав Ограниченного контингента советских войск в Демократической Республике Афганистан. Участвовал в Афганской войне, будучи командиром пулемётного взвода, а с 1984 — командира мотострелковой роты, и с того же года — командира десантно-штурмовой роты 70-й отдельной гвардейской мотострелковой бригады 40-й общевойсковой армии Туркестанского военного округа. Бригада находилась и вела боевые действия на территории провинции Кандагар, но батальон, в котором воевал Н. Литюк, привлекался также и к боевым операциям в Панджшерском ущелье. В Афганистане был ранен, а также переболел брюшным тифом.
С 1985 года командовал ротой выздоравливающих в 938-м центре выздоравливающих Туркестанского военного округа. С 1988 года — начальник штаба — заместитель командира батальона обеспечения учебного процесса Ташкентского высшего общевойскового командного училища им. В. И. Ленина. В 1989 году направлен на учёбу. В 1992 году окончил командный факультет Военной академии имени М. В. Фрунзе. С 1992 года — заместитель командира 145-й бригады гражданской обороны в Московском военном округе.
С 1994 года по 2017 годы проходил службу в МЧС России, сначала командовал 145-й отдельной спасательной бригадой Центрального регионального центра по делам гражданской обороны, чрезвычайным ситуациям ликвидации последствий стихийных бедствий в Нижнем Новгороде. С 1997 года — первый заместитель начальника Северо-Кавказского регионального центра по делам гражданской обороны, чрезвычайным ситуациям и ликвидации последствий стихийных бедствий. С 2001 по сентябрь 2011 года — первый заместитель начальника Южного регионального центра по делам гражданской обороны, чрезвычайным ситуациям и ликвидации последствий стихийных бедствий. В сентябре 2011 году уволен с военной службы, зачислен на специальную службу. С октября 2011 года — начальник Северо-Кавказского регионального центра МЧС России. Этим же Указом полковнику Литюку Н. П. было присвоено специальное звание генерал-майора внутренней службы. Генерал-лейтенант внутренней службы (13.12.2012). В 2014 году Президент России В. В. Путин продлил ему срок службы сверх установленного предельного возраста до сентября 2019 года. Однако за два года до истечения этого срока Н. П. Литюк был освобождён от должности и уволен со специальной службы Указом Президента России от 2 февраля 2017 года.
С 11 июля 2017 года — помощник полномочного представителя Президента Российской Федерации в Северо-Кавказском федеральном округе. Действительный государственный советник Российской Федерации 2 класса (2.12.2017).
Женат, есть сын и две дочери.

## Награды
- орден «За военные заслуги» (2000)
- орден Красной Звезды (1984)
- орден «За службу Родине в Вооружённых Силах СССР» III степени (1985)
- медаль ордена «За заслуги перед Отечеством» II степени (2000)
- медаль Жукова (1999)
- медали Российской Федерации и ведомственные медали
- наградное огнестрельное оружие (пистолет Макарова, 2000)
- почётное звание «Заслуженный спасатель Российской Федерации» (12.02.2016)[9])
- Почётный гражданин Куйбышевского сельского поселения (2012)

иностранные награды
- Орден Дружбы (Республика Южная Осетия, 2018)[10]
- Медаль «За службу на страже мира в Южной Осетии» (Южная Осетия, 13.11.2008)